# Elysia nisbeti
Elysia nisbeti is een slakkensoort uit de familie van de Plakobranchidae. De wetenschappelijke naam van de soort is voor het eerst geldig gepubliceerd in 1977 door Thompson.